# Yesterdays (Pennywise)
Yesterdays è l'undicesimo album discografico in studio del gruppo musicale statunitense Pennywise, pubblicato nel luglio 2014. 
Si tratta di una raccolta di brani mai pubblicati prima, più una re-incisione del brano "No Way Out", presente sul primo EP della band A Word from the Wise, pubblicato nel 1989. Inoltre, nell'edizione deluxe dell'album, come dodicesima traccia, è presente "Band Practice 89", una registrazione demo contenente vari brani dell'album, registrata ad una prova della band nel 1989.

## Tracce
1. What You Deserve – 2:47
2. Restless Time – 1:26
3. Noise Pollution – 3:18
4. Violence Never Ending – 1:59
5. Am Oi! – 2:11
6. Thanksgiving – 2:52
7. She's a Winner – 3:22
8. Slow Down – 3:03
9. Public Defender – 2:10
10. No Way Out – 2:44
11. I Can Remember – 3:44
12. Band Practice 89 (Presente solo nell'edizione deluxe) – 13:39

## Formazione
- Jim Lindberg - voce
- Fletcher Dragge - chitarra
- Randy Bradbury - basso
- Byron McMackin - batteria